# Кубок Казахстану з футболу 1996—1997
Кубок Казахстану з футболу 1996—1997 — 5-й розіграш кубкового футбольного турніру в Казахстані. Переможцем вдруге став Кайрат.

## Календар
| Раунд        | Дата                       | Матчі | Клуби   |
| ------------ | -------------------------- | ----- | ------- |
| Перший раунд | 7/14 травня 1996           | 1     | 19 → 16 |
| 1/8 фіналу   | 7 травня - 20 червня 1996  | 11    | 16 → 8  |
| 1/4 фіналу   | 21 червня - 17 серпня 1996 | 8     | 8 → 4   |
| 1/2 фіналу   | 16/20 листопада 1996       | 4     | 4 → 2   |
| Фінал        | 26 квітня 1997             | 1     | 2 → 1   |

## Перший раунд
| Команда 1        | Заг. | Команда 2 | 1-й матч | 2-й матч |
| ---------------- | ---- | --------- | -------- | -------- |
| Кайнар           | +:-  | Булат     | +:-      | +:-      |
| Кайрат           | +:-  | Цілинник  | +:-      | +:-      |
| 7/14 травня 1996 |      |           |          |          |
| Горняк (Хромтау) | -:+  | Тобол     | 1:0      | -:+      |

## 1/8 фіналу
| Команда 1               | Заг. | Команда 2    | 1-й матч | 2-й матч |
| ----------------------- | ---- | ------------ | -------- | -------- |
| Жигер                   | -:+  | Тобол        | -:+      | -:+      |
| 6 травня/7 червня 1996  |      |              |          |          |
| Шахтар                  | 3:2  | Актобемунай  | 3:1      | 0:1      |
| 7 травня/9 червня 1996  |      |              |          |          |
| Мунайши                 | 4:1  | Батир        | 3:0      | 1:1      |
| Кокше                   | -:+  | Єнбек        | 2:1      | -:+      |
| СКІФ-Ордабаси           | -:+  | Восток       | 0:0      | -:+      |
| 19 травня/6 червня 1996 |      |              |          |          |
| Іртиш                   | 4:5  | Єлимай       | 4:2      | 0:3      |
| 2/20 червня 1996        |      |              |          |          |
| Кайнар                  | 4:6  | Кайрат       | 1:2      | 3:4      |
| 7/14 червня 1996        |      |              |          |          |
| Тараз                   | -:+  | Кайсар-Мунай | 1:2      | -:+      |

## 1/4 фіналу
| Команда 1               | Заг.    | Команда 2 | 1-й матч | 2-й матч |
| ----------------------- | ------- | --------- | -------- | -------- |
| 21 червня/12 липня 1996 |         |           |          |          |
| Єнбек                   | 3:4     | Єлимай    | 2:1      | 1:3      |
| 24 липня/11 серпня 1996 |         |           |          |          |
| Мунайши                 | 3:0     | Тобол     | 2:0      | 1:0      |
| 6/11 серпня 1996        |         |           |          |          |
| Кайрат                  | 4:2     | Шахтар    | 4:1      | 0:1      |
| 13/17 серпня 1996       |         |           |          |          |
| Кайсар-Мунай            | 3:3 (ч) | Восток    | 2:2      | 1:1      |

## 1/2 фіналу
| Команда 1            | Заг. | Команда 2 | 1-й матч | 2-й матч |
| -------------------- | ---- | --------- | -------- | -------- |
| 16/20 листопада 1996 |      |           |          |          |
| Єлимай               | 3:2  | Кайрат    | 2:1      | 1:1      |
| Восток               | 1:5  | Мунайши   | 0:1      | 1:4      |

## Фінал
| 25 листопада 1996 |

| Мунайши  | 1:2      | Єлимай                          |
| -------- | -------- | ------------------------------- |
| Риков 2' | Протокол | Єсмагамбетов 15' Литвиненко 49' |

| Центральний стадіон, Алмати Глядачів: 4 000 Арбітр: Володимир Донде |

Фінальний матч відбувся 25 листопада 1996 року в Алмати на Центральному стадіоні, у ньому зустрілись «Мунайши» та «Єлимай». Перед матчем обидві команди повідомили про вимогу щодо відставки президента Футбольної асоціації Республіки Казахстан Куралбека Ордабаєва і попередили, що переможець прийме кубок тільки у випадку його відставки. У матчі перемогу отримали семипалатинські футболісти, та повернулись додому, згідно обіцянки, без кубка.
Такі дії були розтлумачені як відмова від участі у фіналі, результат матчу бул анульований, а 26 квітня 1997 року був проведений новий фінал за участі клубів, що програли у півфінальних матчах. У поєдинку між «Кайратом» та «Востоком», перемогу отримав столичний клуб.
| 26 квітня 1997 |

| Кайрат                   | 2:0      | Восток |
| ------------------------ | -------- | ------ |
| Климов 36' Нісанбаєв 66' | Протокол |        |

| Центральний стадіон, Алмати Глядачів: 2 500 Арбітр: Курмамбек Ордабаєв |